# Ушмал
Ушмал (на езика на маите:Óoxmáal) е археологически обект, представляващ развалини на древен град на маите, намиращ се в северозападната част на полуостров Юкатан, Мексико. Предполага се, че името означава „построен 3 пъти“. През 1996 г. е включен в списъка на световното културно наследство на ЮНЕСКО.
Не е известно кога точно е основан – предполага се около 500 година и че в него са живели около 25 000 души. По-голямата част от архитектурните обекти са построени между 700 и 1100 година. Ушмал е един от най-добре запазените древни градове на маите. В него тепърва предстоят много реставрационни работи.